# قوارط
القوارط هي أكلة تقليدية جزائرية تعود أصولها إلى ولاية مستغانم في غرب الجزائر. تُحضّر القوارط من عجينة أساسها السميد الرقيق، حيث يُعجن السميد مع الماء والملح حتى تتكون عجينة متماسكة. بعد ذلك تُقسم العجينة إلى كريات صغيرة، وتُرقّ كل كرة إلى شرائط رفيعة، ثم تُقطع الشرائط إلى مربعات صغيرة أو قطع تشبه حبيبات البرغل، وتُترك لتجف قبل الطهي.
يتم طهي القوارط عادة على البخار بطريقة مشابهة لطهي الكسكس، وتُقدّم غالبًا مع المرق أو مع كرات اللحم، أو مع البيض والجبن المبشور حسب العادات المحلية. تعتبر القوارط من الأطباق التراثية التي تعكس عادات وتقاليد منطقة مستغانم، وتتميز ببساطة مكوناتها وقيمتها الغذائية العالية. تُعد القوارط رمزًا للضيافة في المناسبات العائلية والاجتماعية في المنطقة.

## المكونات
لتحضير وصفة القوارط عبارة عن نوع من العجائن التقليدية تشبه في شكلها البرغل أو الكسكس، لكنها تختلف في طريقة التحضير. تعتمد أساسًا على السميد الرقيق، الملح، والماء لتحضير العجين. يتم عجن السميد مع الماء والملح حتى نحصل على عجينة يابسة، ثم تُقسم إلى كريات وتُرقّ كل كرة على شكل شرائط رقيقة وطويلة بواسطة آلة العجين أو اليد. بعد ذلك تُقطع هذه الشرائط وتُنشر لتجف قليلاً، ثم تمرر عبر آلة السباغيتي (الكيفية الحديثة) أو تُقطع يدويًا (التقليدية) إلى مربعات صغيرة منفصلة، وتُنشر تحت الشمس حتى تجف تمامًا.

### مكونات طبق لكيلوغرام قوارط
- 1 كيلوغرام قوارط (عجينة السميد المقطعة)
- زيت نباتي (حسب الحاجة، تقريبًا 2-3 ملاعق كبيرة)
- ماء (للطهي على البخار وللصلصة)
- سمن (كمية مناسبة للطهي، حوالي ملعقة كبيرة)
- 500 غرام لحم مفروم
- 1 بصلة مبشورة
- 3 بيضات مسلوقة
- ملح (حسب الذوق)
- فلفل أسود (حسب الذوق)
- قرفة (حسب الذوق)
- جبن مبشور (للتزيين)

## طريقة التحضير
يتم طهي القوارط غالبًا على البخار مثل الكسكس، ويمكن تقديمها بعدة طرق:
- مع كرات اللحم المفروم مع البيض والجبن المبشور
- مع المرق أو اللبن حسب الرغبة

### مراحل التحضير

#### الخطوة الأولى
في وعاء كبير، ضع القوارط وأضف ملعقتين كبيرتين من زيت المائدة. اعجن بيديك وافرك الخليط جيدًا.
ضع الخليط في قدر الكسكس فوق ماء يغلي واتركه يُطهى على البخار لمدة 15 إلى 20 دقيقة. أضف كوبًا من الماء مع الملح تدريجيًا مع التحريك بواسطة الملعقة. اتركه يرتاح قليلاً.
كرر هذه العملية ثلاث مرات.

#### تحضير الصلصة
اقلي اللحم المفروم مع الزيت، والسمن، والبصل، والفلفل الأسود، والملح، والقرفة.
أضف كوبًا من الماء واتركه ينضج.

#### التقديم
اخلط معكرونة القوارط مع نصف كمية اللحم المفروم.
زين الطبق بالبيض المسلوق، والجبن المبشور، وبقية اللحم المفروم.